# Morebilus blackdown
Morebilus blackdown là một loài nhện trong họ Trochanteriidae. Loài này phân bố ở Queensland.